# Ritzau
Pour l’article homonyme, voir Eric Nikolai Ritzau.
 (juin 2023).

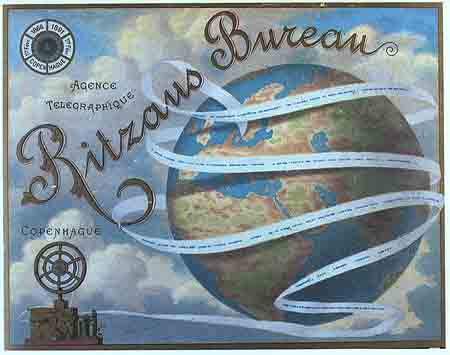
Ancien logo

L'agence de presse Ritzaus ou Ritzau (stylisé /ritzau/), fondée en 1866 à Copenhague, appelée aussi à ses débuts RB (Ritzaus Bureau), fut la première Agence de presse danoise.

## Histoire

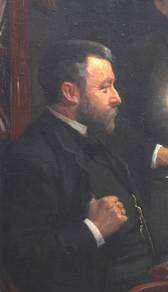
Erik Ritzau

L'agence de presse Ritzaus a été créé par un jeune lieutenant de l'armée danoise, Eric Nikolai Ritzau, âgé de vingt-sept ans et d'origine allemande. Une ligne de télégraphe avait été déployée de Hambourg jusqu'à Copenhague et quatre journaux danois (Danish National Journal, La Patrie, Berlingske Tidende et Dagbladet) occupaient une salle de nouvelles communes à Hambourg, leur appartenant, puis reprise par l'Agence Ritzaus, pour transmettre les informations. Plusieurs ministères et institutions financières sont aussi abonnés à ses services.
Dès ses débuts, elle s'était liée aux deux autres grandes agences, Havas et Reuters et desservait aussi les grandes villes du sud de la Suède. Reuters avait reçu en novembre 1865 la concession pour un câble reliant Newcastle à l'île allemande de Norderney puis Hanovre et Hambourg. 
En 1867, Reuter offre de racheter l'Agence Ritzaus. Erik Nicolai Ritzau rencontre Paul Julius Reuters à Londres en septembre 1868, mais malgré la promesse d'un salaire et de commissions élevées, il rejette l'offre de Reuters. L'Agence Continentale allemande participa l'année suivante à la création de l'agence de presse norvégienne Norks Telegrambyra et de l'Agence Svenska Telegrambyran suédoise, les pays scandinaves étant devenus son « territoire », plus que celui de la britannique Reuters.
L'Agence resta jusqu'au 1er janvier 1947 la propriété de la famille qui l'avait créée. Actuellement, l'Agence est la propriété de la presse danoise. Ses statuts, garantissant son indépendance, ont servi de modèle à d'autres agences de presse. Toujours en activité, elle est l'une des membres de l'Alliance européenne d'agences de nouvelles.